# Settawat Yimyuan
Settawat Yimyuan (thailändisch เศรษฐวัฒน์ ยิ้มเยื้อน, * 14. August 1997) ist ein thailändischer Fußballspieler.

## Karriere
Settawat Yimyuan spielte bis 2020 für die unterklassigen VereinePolice Ladkrabang FC, Bankeng United FC und Chainat United FC. 2020 wechselte er zum Samut Sakhon FC. Der Verein aus Samut Sakhon spielte in der zweiten thailändischen Liga, der Thai League 2. Sein Debüt für Samut in der zweiten Liga gab er am 3. Februar 2021 beim Heimspiel gegen den Kasetsart FC. Hier stand er in der Startelf und musste in der 28. Minute wegen einer Verletzung gegen Rutphasut Sukchart ausgewechselt werden. Bis zum Ende der Saison, an der Samut Sakhon wieder in die dritte Liga absteigen musste, bestritt er 17 Zweitligaspiele. Nach dem Abstieg verließ er den Verein und schloss sich dem Drittligisten Hua Hin City FC an. Mit dem Verein aus Hua Hin spielte er 19-mal in der Western Region der Liga. Im Dezember 2022 wurde sein Vertrag in Hua Hin aufgelöst.